# 의존관계 역전 원칙
객체 지향 프로그래밍에서 의존관계 역전 원칙은 소프트웨어 모듈들을 분리하는 특정 형식을 지칭한다. 이 원칙을 따르면, 상위 계층(정책 결정)이 하위 계층(세부 사항)에 의존하는 전통적인 의존관계를 반전(역전)시킴으로써 상위 계층이 하위 계층의 구현으로부터 독립되게 할 수 있다. 이 원칙은 다음과 같은 내용을 담고 있다.
첫째, 상위 모듈은 하위 모듈에 의존해서는 안된다. 상위 모듈과 하위 모듈 모두 추상화에 의존해야 한다.
둘째, 추상화는 세부 사항에 의존해서는 안된다. 세부사항이 추상화에 의존해야 한다.
이 원칙은 '상위와 하위 객체 모두가 동일한 추상화에 의존해야 한다'는 객체 지향적 설계의 대원칙을 제공한다.

## 같이 보기
- 어댑터 패턴
- 의존성 주입
- 계약에 의한 설계
- 인터페이스 (컴퓨팅)
- 제어 반전
- 플러그인